# Refugio Granaderos
El refugio Granaderos es un refugio antártico de Argentina ubicado en los islotes Terra Firma (o Tierra Firme) de la bahía Mikkelsen en la costa Fallières. Es operado por el Ejército Argentino y se inauguró el 17 de agosto de 1957. Depende de la base San Martín que se halla al norte del refugio.
Se halla en la costa oeste de la pequeña isla Hayrick y debe su nombre en homenaje al Regimiento de Granaderos a Caballo General San Martín que participó en la construcción del refugio.
Consiste de una construcción de madera de 2,8 m x 3 m x 2,5 m, con provisiones para tres personas durante dos meses.